# Борово (община, Болгария)
Борово (болг. Община Борово) — община в Болгарии. Входит в состав Русенской области. Население составляет 7193 человек (на 15 мая 2008 года).
Административный центр — город Борово, расположенный в 50 км к юго-западу от областного центра — города Русе.
Община расположена на Дунайской равнине. На западе и на юге граничит с общинами Ценово и Бяла, а на северо-востоке и востоке с общинами Иваново и Две-Могили. На севере достигает берега реки Дунай у села Батин.
Площадь территории общины 245,3 км², что составляет 0,222 % от территории страны. Площадь занимаемая населёнными пунктами составляет 4,48 % от территории общины, большую часть занимают сельскохозяйственные угодья — 74,44 %.
Глава администрации общины — кмет общины Борово — доктор ветеринарно-медицинской службы Иван Георгиев Попов (партия Граждане за европейское развитие Болгарии (ГЕРБ)). В сёлах Обретеник, Екзарх-Йосиф, Батин, Горно-Абланово и Брестовица есть свои кметства, кмет выбирается населением соответствующих населённых пунктов. Село Волово, так как его население составляет менее 250 человек, управляется кметским наместником назначаемым по указанию кмета общины.

## Состав общины
В состав общины входят следующие населённые пункты:
1. село Батин
2. город Борово
3. село Брестовица
4. село Волово
5. село Горно-Абланово
6. село Екзарх-Йосиф
7. село Обретеник